# ديفينيدين
الديفينيدين هو مخدر انفصالي يتم بيعه كدواء مصمم. صُنع الديفينيدين لأول مرة في عام 1924، واستخدم في تفاعل برويلانت المستخدم في اكتشاف الفينسليكليدين لاحقًا في عام 1956. بعد فترة وجيزة من حظر المملكة المتحدة في عام 2013 لمشتقات الأريل سيكلوهكسيلامين، لم يعد الديفنيدين ومركبات الميثوكسفينيدين ذات الصلة متاحة إلا في السوق الرمادية. تصف التقارير القصصية الآثار الناجمة عن تعاطي جرعات عالية من الديفنيدين ك«ظواهر حسية جسدية غريبة وفقدان مؤقت للذاكرة المؤقتة». وقد تمت دراسة الديفنيدين ومركبات الديأريل إيثيلامين ذات الصلة في المختبر كعلاج للإصابة العصبية ومضادات لمستقبل ن-مثيل-د-أسبارتات. أظهر الديفنيدين تأثير أكبر كمضاد للسعال من الكودين الفوسفات عند اختباره على الكلاب.

## الفيزيولوجيا الكهربائية
تدل اختبارات الفيزيولوجيا الكهربائية على أانخفاض جهد ما بعد الإثارة المشبكي لمستقبلات ن-مثيل-د-أسبارتات بعد استخدام يتم الديفينيدين والكيتامين إلى حد مماثل، مع بداية أبطأ لظهور تأثير الديفينيدين المضاد. وتختلف المقابلات الضوئية اختلافًا كبيرًا في قدرتها على إغلاق مستقبلات ن-مثيل-د-أسبارتات، حيث يمتلك المقابل الضوئي S قوة أكبر 40 مرة من المقابل الضوئي R. منذ إدخال الديفينيدين في عام 2013 إلى الأسواق، ذكر الباعة أن هذا الدواء «يعمل على نواقل الدوبامين» لكن لم يتم نشر أية بيانات حتى الآن بشأن عمل الديفينيدين على نواقل الدوبامين حتى عام 2016. يمتلك الديفينيدين أعلى تقارب لمستقبلات ن-مثيل-د-أسبارتات، لكنه لا يظهر تقارب شبه مرتبط لمستقبلات σ1، ومستقبلات σ2 وناقل الدوبامين.

## آثار المنتجات
منذ عام 2014 كانت هناك العديد من التقارير المنشورة عن بيع الديفينيدين مع المواد الكيميائية البحثية الأخرى، وخاصة شبائه القنب الاصطناعية والمنشطات في الكانابينويدات الاصطناعية اليابانية.  تم الإبلاغ عن أول عملية مصادرة تتعلق بمنتج ياباني يسمى "مسحوق العطر" يحتوي على ثنائي الفينيدين والبنزيلبيبرازين. تم العثور على الكانابينويدات الاصطناعية التي تباع في محافظة شيزووكا تحت اسم "علاء الدين" تحتوي على ثنائي فينيدين و  5F-AB-PINACA  بتركيزات 289 ملغ / غرام و 55.5 ملغ / غرام، على التوالي. تورط منتج آخر يسمى '' البخور العشبية. اليمون الخارق" يحتوي على AB-CHMINACA, 5F-AMB والديفينيدين في حالات تسمم قاتلة. وكان آخر تلك المنتجات ثنائي الفينيدين المستهلك جنبًا إلى جنب مع ثلاثة من بدائل الكاثينونات، وثلاثة من البنزوديازيبينات، والكحول تورط في الاستهلاك القاتل لمنتجات "ملح الحمام" و "السائل ذو الرائحة" في اليابان.

## القانونية
في كندا، تم اعتبار مادة MT-15 وكل نظائرها من المواد المدرجة في جداول الحظر الدوائي من الدرجة الأولى. ويمكن أن تؤدي حيازة تلك المواد دون سلطة قانونية إلى السجن لمدة أقصاها 7 سنوات. وعلاوةً على ذلك، عدلت السلطات الصحية بكندا لوائح الغذاء والدواء في مايو، 2016 لتصنيف AH-79211 كدواء محظور. ولا يجوز امتلاك تلك المواد المخدرة إلا من قبل الوكالة القانونية المُخولة، أو الشخص الذي لديه تصريح أو المؤسسات الحاصلون على تراخيص من الوزارة.